# Palazzo Corsini

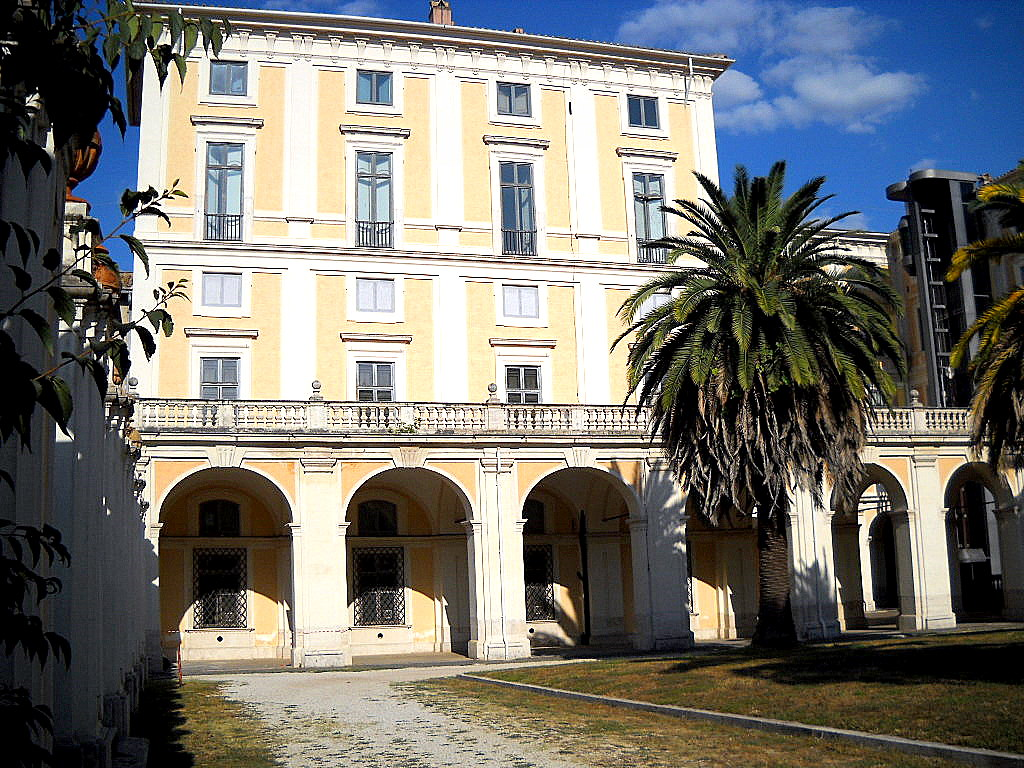
Palazzo Corsini

Palazzo Corsini is een villa gelegen in de Via Della Lungara te Rome en daterend uit de 15de eeuw.

## Geschiedenis
Het paleis werd oorspronkelijk gebouwd door de familie Riario en later door koningin Christina van Zweden bewoond gedurende de 17de eeuw. De Florentijnse familie Corsini betrok het bouwwerk nadat kardinaal Lorenzo Corsini tot paus werd gekozen. De familie Corsini liet het pand verbouwen door Ferdinando Fuga. Gedurende de Franse bezetting van Rome verbleef Joseph Bonaparte in de villa. In 1833 werden het bouwwerk en de kunstwerken aan de Italiaanse staat verkocht: het palazzo werd ingericht als museum.

## Kunstcollectie Galleria Corsini
De kunstcollectie, Galleria Corsini, begon als een verzameling van kardinaal Neri Corsini, de neef van de paus. Deze collectie van 700 stuks maakt deel uit van de Galleria Nazionale d'Arte Antica samen met onder andere het Palazzo Barberini.
Enkele belangrijke werken aanwezig zijn:
- Venus ontdekt het lichaam van Adonis (1637) door De Ribera
- De Heilige Sebastiaan ondersteund door engelen (1608) door Peter Paul Rubens
- Madonna met kind  door Murillo
- Heilige Johannes de doper (1604) door Caravaggio
- De madonna van het stro  door Antoon van Dyck
- Het paasfeest, Het laatste oordeel en De kruisafname door Fra Angelico
- De aanbidding der herders door Jacopo Bassano

Daarnaast zijn er ook kunstwerken van Christoffel Jacobszoonvan der Laemen, Bonaventura Peeters I, Marten Cleve, Pieter Neeffs (II), Frans Francken II, Chrispijn van den Broeck, Frans Tourbus II, Justus Sustermans, Abraham Brueghel, Joos de Momper, Frans de Momper, Peeter van Bredael, Theodoor Rombouts, Gerard Seghers, Antoon Goubau, Jan Baptist van der Meiren, Philips Wouwerman, Jasper van Wittel, Johannes Hermans, Jan Miel, Jan Frans van Bloemen en Pieter van Bloemen.

## Afbeeldingen

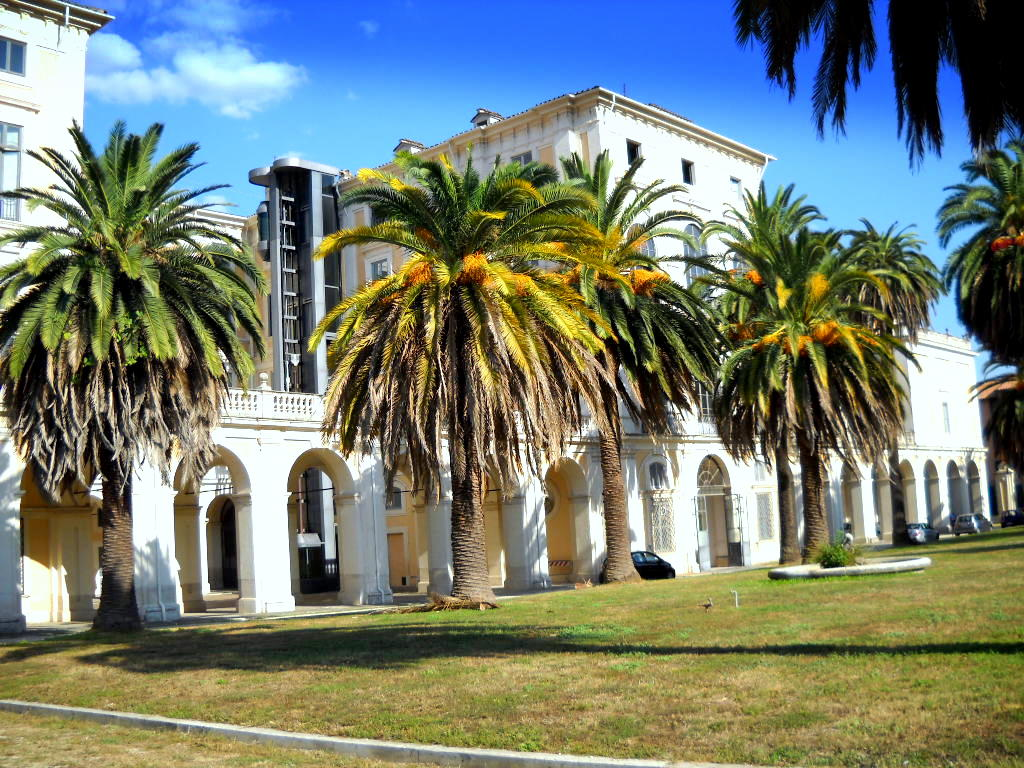
Achtergevel en tuin
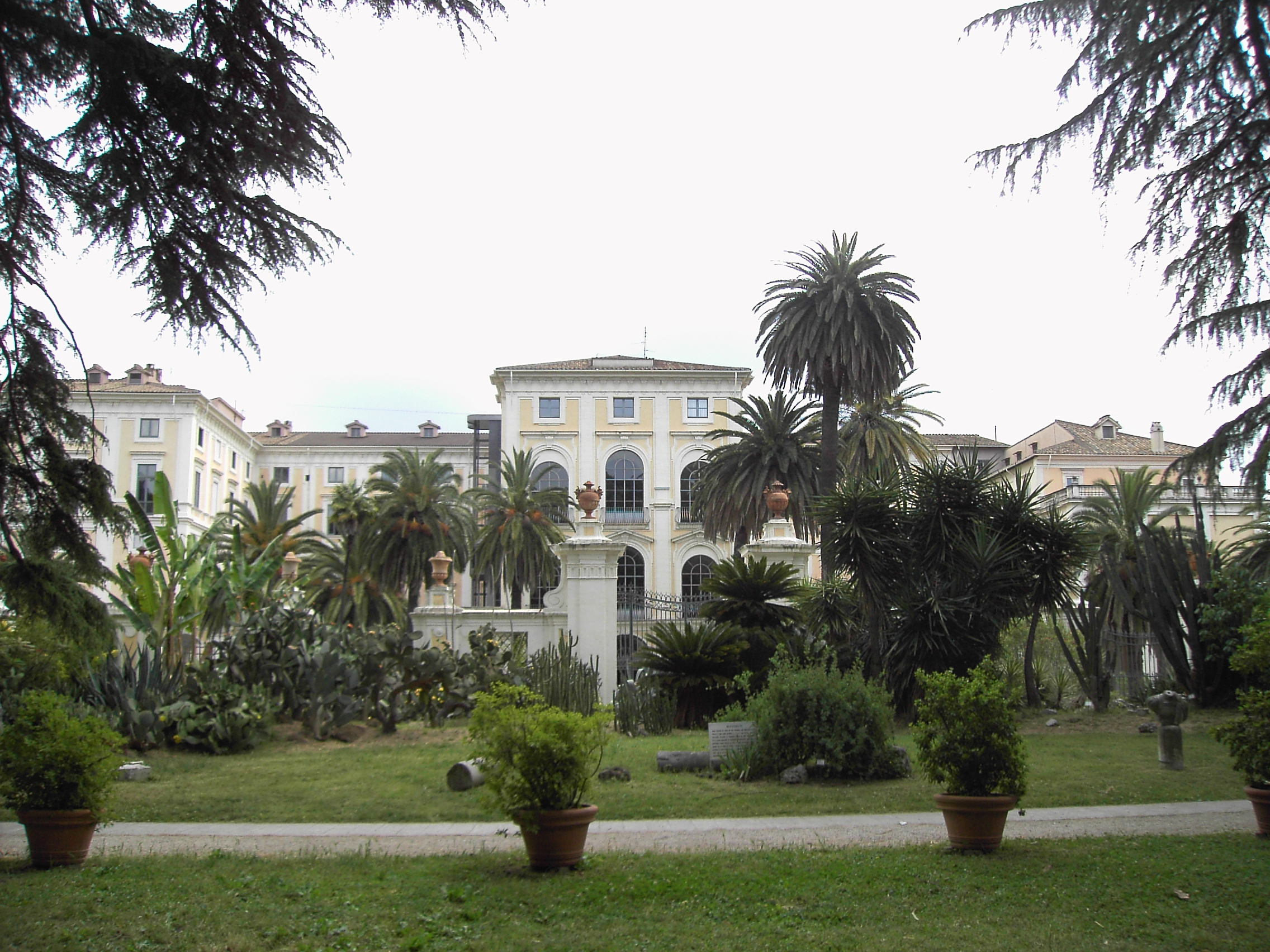
Tuinen
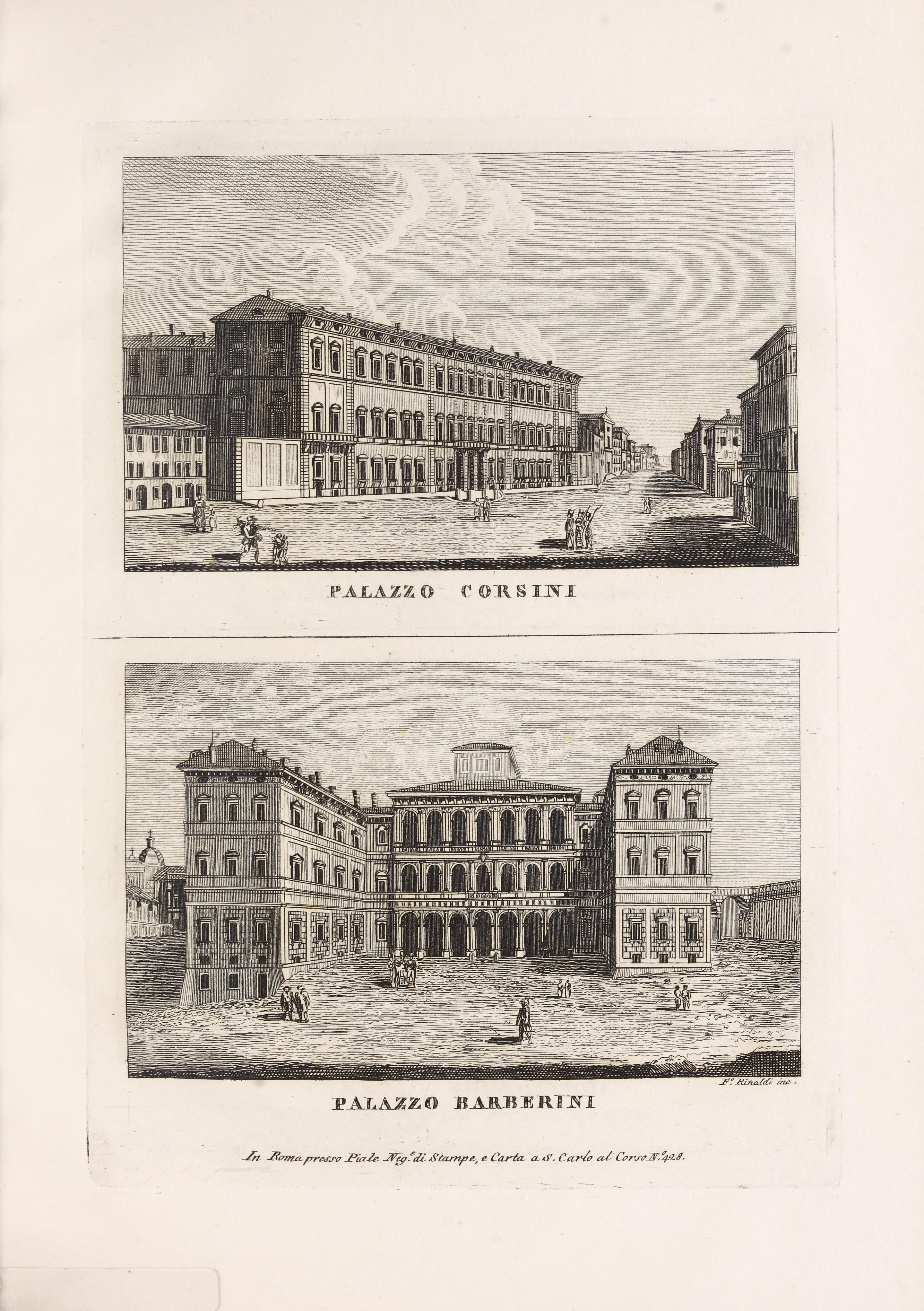
Ets van Palazoo Corsini
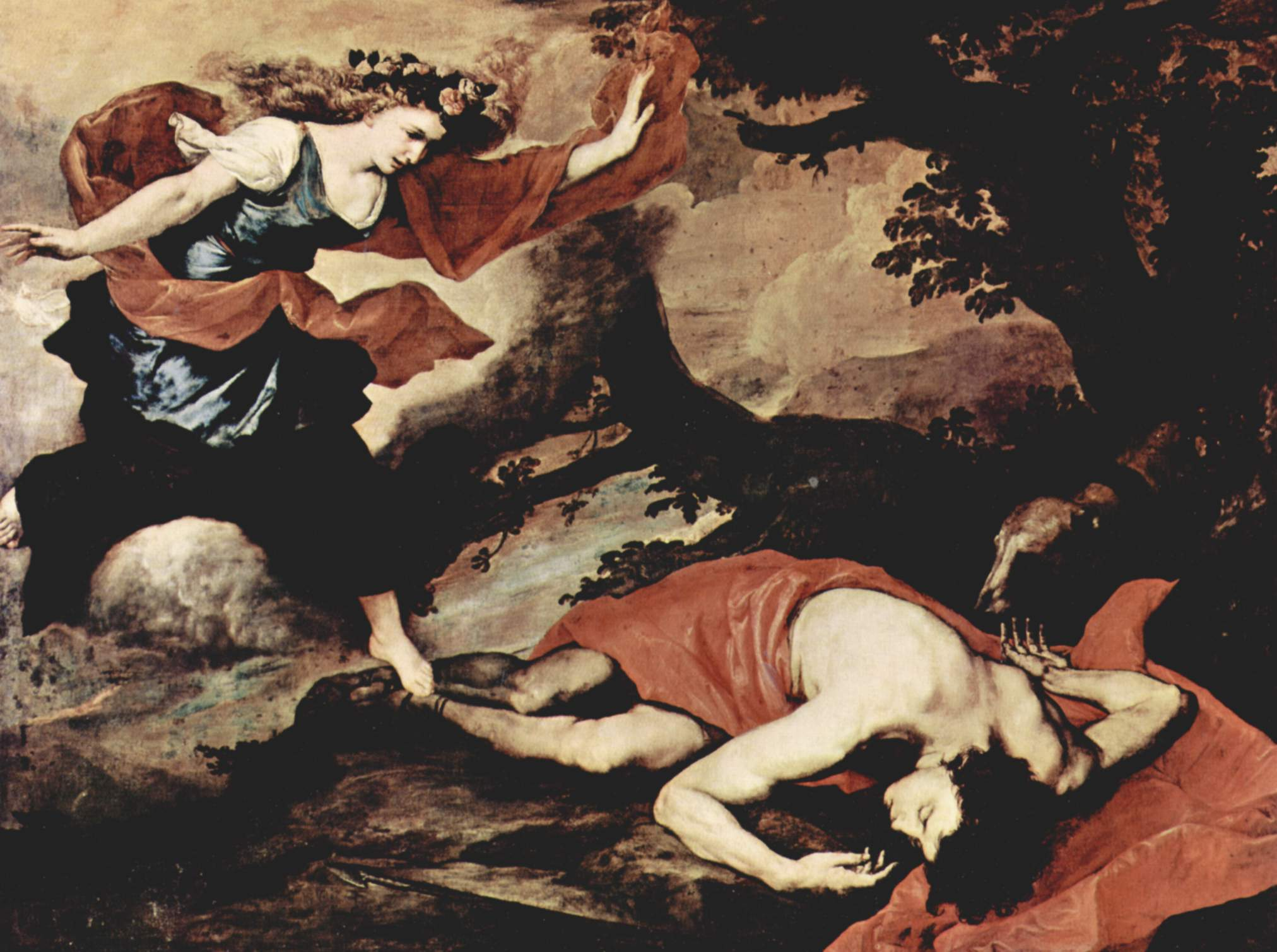
Venus en adonis door Jose de Ribera
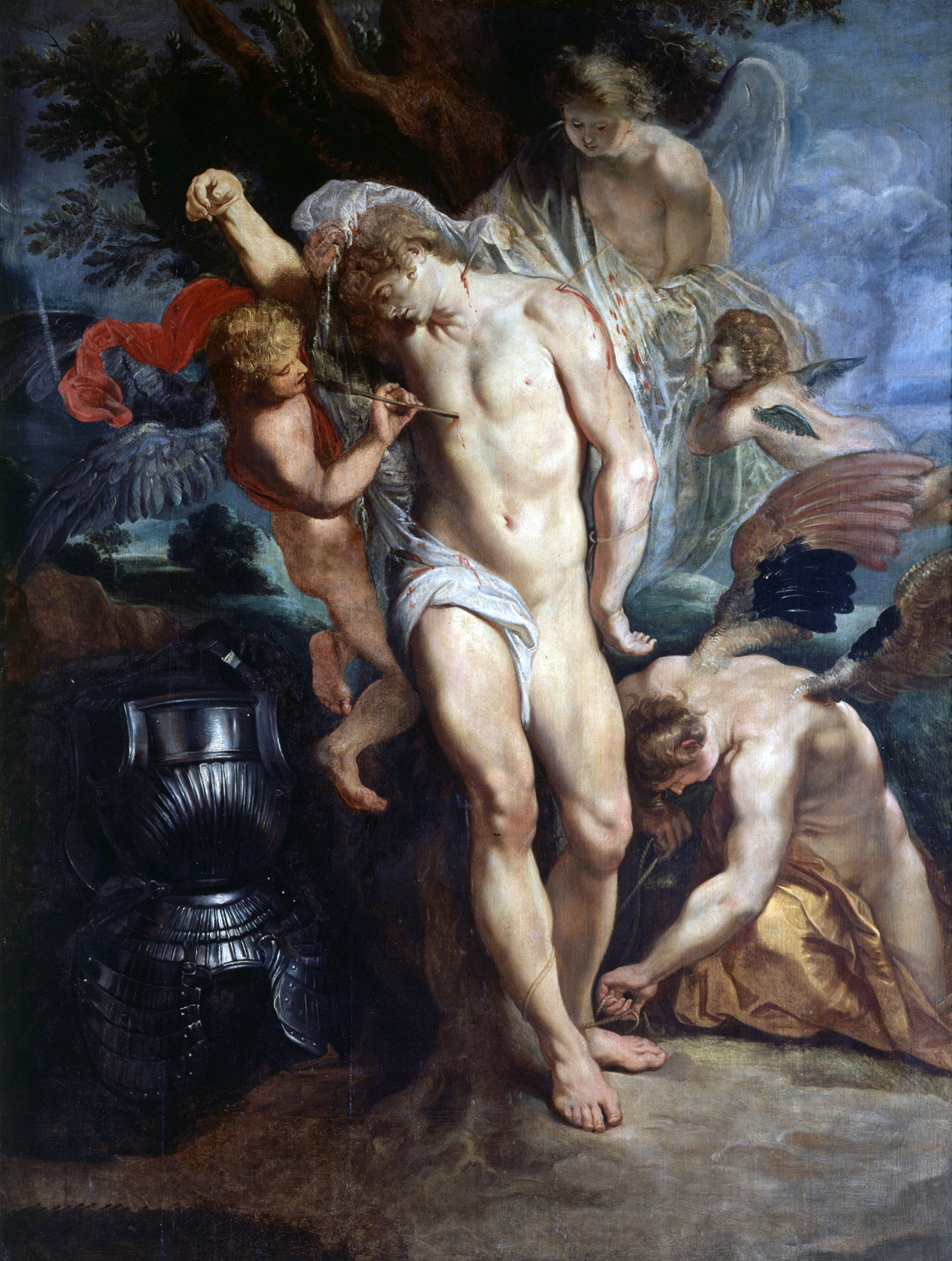
Sint Sebastiaan door Rubens
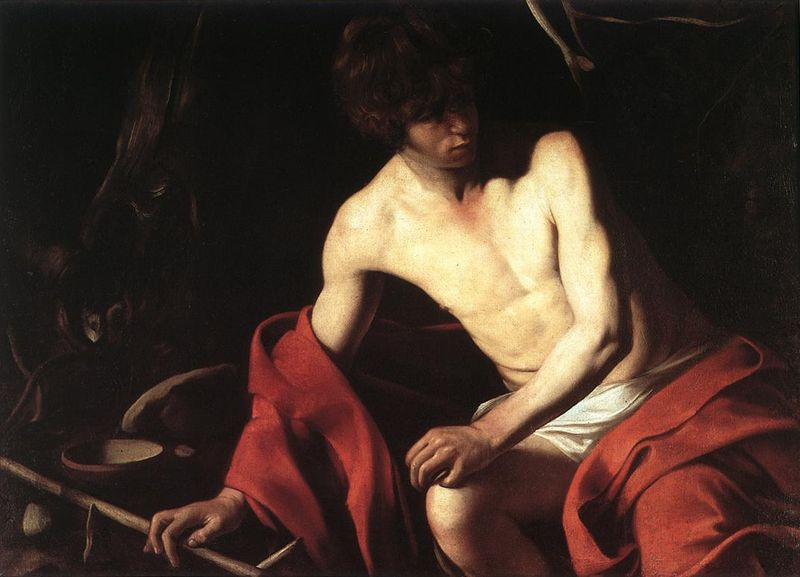
Johannes de doper door Caravaggio